# Houcine Slaoui
Pour les articles homonymes, voir Slaoui.
 (juin 2012).
Si vous disposez d'ouvrages ou d'articles de référence ou si vous connaissez des sites web de qualité traitant du thème abordé ici, merci de compléter l'article en donnant les références utiles à sa vérifiabilité et en les liant à la section « Notes et références ».
Houcine Ben Bouchaïb (1918–1951), surnommé Houcine Slaoui (en arabe : حسين السلاوي) en raison de sa naissance à Salé, est un chanteur compositeur marocain, également luthiste, qui a marqué l'histoire de la musique populaire marocaine.
Il est considéré comme le père de la musique châabie marocaine. La cause de sa mort reste de nos jours un mystère.

## Carrière
Après le décès de son père, Houcine est le seul fils de la famille encore en vie. Après la mort de son frère aîné Abdellah, le très jeune Houcine a la charge de soutenir ses six sœurs et sa mère selon la tradition familiale marocaine. Il voue déjà une passion incommensurable pour la musique.
On le voit souvent dans les halqas de Salé, dirigées par les mâalems Moulay Bouih (fantaisiste) et Boujemaâ El Ferrouj. Ce dernier, dont Houcine, fasciné, reçoit l'enseignement, chante les thèmes de la vie courante du Maroc : les privations économiques, l'occupation française, la vie des citadins comparés à celle des paysans, les problèmes familiaux, du commerce... Les halqas, c'est la vraie passion du jeune Houcine. Il passe des heures à les admirer, portant peu d'intérêt pour l'école coranique, jouissant d'une incroyable insouciance jusqu'à ce que sa mère, inquiète, se mette à sa recherche, d'autant plus qu'en ces temps troublés du protectorat, l'insécurité régnait dans les rues, et que le jeune garçon errait jusqu'à la tombée de la nuit. Un jour, alors qu'elle le cherche, affolée, depuis de longues heures, elle le trouve près des tombes du cimetière de Salé, jouant tranquillement d'un instrument à corde de sa fabrication : un tarro (bidon rudimentaire) doté de câbles métalliques de freins de bicyclette ! 
À l'âge de 12 ans, dans les années 1930, Houcine obtient un succès phénoménal lors de ses représentations musicales et dans ces fameux concerts en plein air. L'adolescent se lasse des récriminations de sa mère qui lui impose un avenir professionnel dont il ne veut pas. Il quitte donc la maison familiale pour poursuivre sa vocation de musicien itinérants, à l'instar des troubadours et trouvère en Occident.
Au cours de ses pérégrinations, le jeune Houcine se rend à Casablanca, où il donne sa halqa près du mausolée de Sidi Belyout et se produit à Meknès près de Bab Mansour el Aleuj. Partout, il récolte un franc succès auprès de son public qui apprécient son jeu musical, les thèmes de ses chansons.
À l'âge de 14 ans, il s'installe à Paris et exerce le métier d'apprenti-tanneur. Il monte ensuite à Paris où la « chanson de l'exil » pousse ses premiers cris et fraternise avec ses frères maghrébins comme le Tunisien Mohamed Jamoussi ou l'Algérien Missoum, ce dernier 
lui a composé trois chansons.
À 20 ans, il commence à composer sa propre musique et à écrire ses propres textes. Pendant sa carrière, il aborde tous les sujets de société : la corruption qui sévissait pendant la famine des années 1940, l'amour et le désamour (Yamna), le caractère de ses compatriotes (hdi rassek lay fouzou bik el qoumane ya flane)...Houcine Slaoui développe un talent incontestable en pointant subtilement du doigt là où ça fait mal. On lui doit aussi l'immortelle Dakhlat l'marikane, racontant avec humour le débarquement en 1942 des troupes militaires américaines au Maroc.
Ce précurseur de la World music se lie d'amitié avec un pianiste Français de Casablanca et débarque à Paris juste après la seconde guerre mondiale et signe un contrat avec le puissant label discographique "Pathé Marconi" avec qui il enregistre une trentaine de chansons et sketchs. Grâce à la diffusion de ces enregistrements sonores, sa voix devient célèbre au Maghreb et lui assure une pérennité. Il n'en était pas ainsi pour beaucoup de ses contemporains comme le talentueux Boujem'a al Farrouj, un chanteur réputé, mais dont on ne dispose d'aucun témoignage sonore ou visuel. Il  avait adopté un style éclectique dans son traitement des gammes, rythmes et styles marocains; il cherchait comme tout "hlayqi" (chanteur ambulant de la halqa) à satisfaire tous les goûts et choisissait de chanter "à la manière de..." en intégrant tous les genres régionaux dans un moulage tout personnel.
Il utilisa, de ce fait, un nombre important de gammes et de rythmes marocains mais également des modes de la chanson arabe d'Orient, qu'il stylisait et conditionnait par le rythme et les paroles en arabe dialectal du pays. Dans ce sens, son style musical peut être considéré comme un intermédiaire entre la chanson populaire folklorique "ahâzîj" et le style plus élaboré de la chanson dite "moderne".
Le lien que Slaoui entretenait avec une thématique populaire imposait des limites à sa mélodie et à ses choix en matière de composition; pourtant il conférait à celle-ci une touche de vivacité et de vigueur; sa chanson était monothématique et procédait à des répétitions dont ne se lassaient jamais les auditeurs de par la richesse de la variété tonale que devaient comporter le texte poétique et sa prosodie.
Slaoui était le témoin d'une époque mouvementée et d'une génération qui a vécu les affres de la Seconde Guerre mondiale et du colonialisme français: mobilisation des forces vives pour les fronts européens, disette et rationnement dans tout le territoire chérifien, bouleversement des habitudes et changement de mœurs consécutifs au contact brutal avec les populations occidentales; repris dans les deux célèbres chansons "Hdi Rassek" (faites attention!) et l'humoristique "Al Mirikan" (les Américains) qui a été repris par bien des chanteurs. Nombreux couplets de chansons populaires font directement référence à l'époque de “Aâm l'boun”.
Certains poèmes racontent comment les tribus de Smâala et de Bni Khirane, dans la région des Doukkala, se débrouillaient pour fabriquer leur propre détergent. D'autres expriment la rareté et le prix excessif des textiles. Les Nass El Ghiwane, ceux que Martin Scorsese a appelé "Les Rolling Stones de l'Afrique" évoque dans l'une de leurs chansons, Aâm ajjouaâ (littéralement, l'année de la faim), cet épisode est parfois décrit comme “Aâm lalimane (l'année de l'Allemagne)”, évoquant les morts enterrés à la hâte sans linceul, les mariées qui n'ont rien à porter et les réquisitions abusives de cheptel... Mais c'est sans aucun doute Houcine Slaoui, artiste iconoclaste qui a composé la chanson qui brosse un portrait fidèle de la vie citadine des années 1940. Son air à succès (“H'di rassek”,“Prends garde”) résume à lui seul la misère et les discriminations qui ont caractérisé cette époque. Une légende dit que Houcine Slaoui aurait été empoisonné ou suicidé.

## Discographie
- Aîta Bedaouia
- Hdi Rassak
- Ya Amina
- El American
- El Kahla
- El Kass Hlou
- N'zaha
- Dak Babaq
- Smra
- Sania Oul Bir
- Tanja
- Lalla Ilali
- Smra
- Smr
- Alia
- Hahoua Tani
- Errada Errada
- Mouja Ghani
- Ya Ghrib Lik Allah
- El Haïlat